# Acanthocladus dukei
Acanthocladus dukei är en jungfrulinsväxtart som först beskrevs av Barringer, och fick sitt nu gällande namn av J.F.B.Pastore och D.B.O.S.Cardoso. Acanthocladus dukei ingår i släktet Acanthocladus och familjen jungfrulinsväxter. Inga underarter finns listade i Catalogue of Life.